# Partecipanti al Tour of Hainan 2023
Elenco dei partecipanti al Tour of Hainan 2023.
Il Tour of Hainan 2023 è stato la quattordicesima edizione della corsa. Alla competizione presero parte 20 squadre: 4 con licenza UCI ProTeam, 14 UCI Continental Team e 2 selezioni nazionali.
Partenza con 131 ciclisti, dei quali 104 conclusero il tour.

## Corridori per squadra
Nota: R ritirato, NP non partito, FT fuori tempo, SQ squalificato
| Selezione nazionale           | Selezione nazionale           | Selezione nazionale           | China Glory Continental Cycling Team | China Glory Continental Cycling Team | China Glory Continental Cycling Team | Bolton Equities Black Spoke     | Bolton Equities Black Spoke     | Bolton Equities Black Spoke     |
| ----------------------------- | ----------------------------- | ----------------------------- | ------------------------------------ | ------------------------------------ | ------------------------------------ | ------------------------------- | ------------------------------- | ------------------------------- |
| N°                            | Ciclista                      | Clas.                         | N°                                   | Ciclista                             | Clas.                                | N°                              | Ciclista                        | Clas.                           |
| 1                             | Hu Haijie                     | R 2ª                          | 11                                   | James Piccoli                        | 3°                                   | 21                              | Thomas Sexton                   | 30°                             |
| 2                             | Shen Yutao                    | 94°                           | 12                                   | Lucas De Rossi                       | 14°                                  | 22                              | Luke Mudgway                    | 35°                             |
| 3                             | Teng Geng                     | 20°                           | 13                                   | Julien Trarieux                      | 6°                                   | 23                              | Ethan Batt                      | 102°                            |
| 4                             | Sun Changsheng                | 89°                           | 14                                   | Willie Smit                          | 15°                                  | 24                              | George Jackson                  | 31°                             |
| 5                             | Lian Shuai                    | 86°                           | 15                                   | Liu Jiankun                          | 69°                                  | 25                              | Bailey O'Donnell                | 83°                             |
| 6                             | Fu Enqi                       | R 5ª                          | 16                                   | Su Haoyu                             | 38°                                  | 26                              | Keegan Hornblow                 | 61°                             |
|                               |                               |                               |                                      |                                      |                                      | 27                              | Josh Burnett                    | 8°                              |
| Corratec Selle Italia         | Corratec Selle Italia         | Corratec Selle Italia         | Israel-Premier Tech                  | Israel-Premier Tech                  | Israel-Premier Tech                  | Team Novo Nordisk               | Team Novo Nordisk               | Team Novo Nordisk               |
| N°                            | Ciclista                      | Clas.                         | N°                                   | Ciclista                             | Clas.                                | N°                              | Ciclista                        | Clas.                           |
| 31                            | Lorenzo Quartucci             | 10°                           | 41                                   | Sebastian Berwick                    | 2°                                   | 51                              | Hamish Beadle                   | 36°                             |
| 32                            | Davide Baldaccini             | 11°                           | 42                                   | Itamar Einhorn                       | 90°                                  | 52                              | David Lozano                    | 13°                             |
| 33                            | Giulio Masotto                | 74°                           | 43                                   | Omer Goldstein                       | 25°                                  | 53                              | Stephen Clancy                  | R 4ª                            |
| 34                            | Nicolas Dalla Valle           | 40°                           | 44                                   | Ben Hermans                          | 4°                                   | 54                              | Gerd de Keijzer                 | 99°                             |
| 35                            | Samuele Zambelli              | 96°                           | 45                                   | Mason Hollyman                       | 9°                                   | 55                              | Logan Phippen                   | 91°                             |
| 36                            | Marco Murgano                 | 57°                           | 46                                   | Taj Jones                            | R 3ª                                 | 56                              | Sam Brand                       | 28°                             |
| 37                            | Valerio Conti                 | 5°                            | 47                                   | Chris Froome                         | 63°                                  | 57                              | Quinten De Graeve               | 66°                             |
| Abloc CT                      | Abloc CT                      | Abloc CT                      | Bodywrap LTwoo                       | Bodywrap LTwoo                       | Bodywrap LTwoo                       | HRE Mazowsze Serce Polski       | HRE Mazowsze Serce Polski       | HRE Mazowsze Serce Polski       |
| N°                            | Ciclista                      | Clas.                         | N°                                   | Ciclista                             | Clas.                                | N°                              | Ciclista                        | Clas.                           |
| 61                            | Jelle Johannink               | 53°                           | 71                                   | Cao Zhenlei                          | R 4ª                                 | 81                              | Norbert Banaszek                | 34°                             |
| 62                            | Maxime Duba                   | 93°                           | 72                                   | Fàn Yihua                            | 50°                                  | 82                              | Marcin Budziński                | 19°                             |
| 63                            | Jesper Rasch                  | 78°                           | 73                                   | Fu Zhèngháo                          | 51°                                  | 83                              | Tomasz Budziński                | 26°                             |
| 64                            | Nils Sinschek                 | 22°                           | 74                                   | Li Boan                              | 18°                                  | 84                              | Jakub Kaczmarek                 | 41°                             |
| 65                            | Meindert Weulink              | 16°                           | 75                                   | Wang Mengjie                         | R 5ª                                 | 85                              | Tobiasz Pawlak                  | 73°                             |
| 66                            | Luuk Herben                   | 60°                           | 76                                   | Yang Yiming                          | 100°                                 | 86                              | Michał Pomorski                 | 29°                             |
| 67                            | Lars Loohuis                  | 72°                           |                                      |                                      |                                      | 87                              | Adam Stachowiak                 | R 4ª                            |
| Hengxiang Cycling Team        | Hengxiang Cycling Team        | Hengxiang Cycling Team        | Ljubljana Gusto Santic               | Ljubljana Gusto Santic               | Ljubljana Gusto Santic               | Li Ning Star                    | Li Ning Star                    | Li Ning Star                    |
| N°                            | Ciclista                      | Clas.                         | N°                                   | Ciclista                             | Clas.                                | N°                              | Ciclista                        | Clas.                           |
| 91                            | Hou Dongyi                    | R 3ª                          | 101                                  | Natan Gregorčič                      | 59°                                  | 111                             | Shao Junqi                      | 37°                             |
| 92                            | Gao Yongbing                  | 32°                           | 102                                  | Dylan Hopkins                        | 17°                                  | 112                             | Jiang Zhi Hui                   | 101°                            |
| 93                            | Andris Vosekalns              | 88°                           | 103                                  | Jernej Hribar                        | R 2ª                                 | 113                             | Periklis Ilias                  | 21°                             |
| 94                            | Māris Bogdanovičs             | 45°                           | 104                                  | Viktor Potočki                       | 27°                                  | 114                             | Roniel Campos                   | 55°                             |
| 95                            | Cristian Raileanu             | 7°                            | 105                                  | Andy Sampson                         | 46°                                  | 115                             | Alexei Shnyrko                  | 77°                             |
|                               |                               |                               | 106                                  | Anže Skok                            | R 2ª                                 | 116                             | Bai Lijun                       | 98°                             |
| 107                           | Dan Andrej Tomšič             | R 2ª                          | 117                                  | Li Luhao                             | 85°                                  |                                 |                                 |                                 |
| Pingtan Inter. Tourism Island | Pingtan Inter. Tourism Island | Pingtan Inter. Tourism Island | Roojai Online Insurance              | Roojai Online Insurance              | Roojai Online Insurance              | Saint George Continental CT     | Saint George Continental CT     | Saint George Continental CT     |
| N°                            | Ciclista                      | Clas.                         | N°                                   | Ciclista                             | Clas.                                | N°                              | Ciclista                        | Clas.                           |
| 121                           | Li Honghai                    | 43°                           | 131                                  | Lucas Carstensen                     | 70°                                  | 141                             | Matthew Rice                    | 97°                             |
| 122                           | Li Tiancheng                  | 104°                          | 132                                  | Polychrónis Tzortzákis               | 62°                                  | 142                             | William Cooper                  | 76°                             |
| 123                           | Yu Yuanfeng                   | R 5ª                          | 133                                  | Thanachat Yatan                      | 58°                                  | 143                             | Aidan Buttigieg                 | R 5ª                            |
| 124                           | Chen Yixin                    | 68°                           | 134                                  | Konstantin Fast                      | R 4ª                                 | 145                             | Riley Fleming                   | 67°                             |
| 125                           | Roman Majkin                  | 24°                           | 135                                  | Kongphob Thimachai                   | 64°                                  | 146                             | Jackson Medway                  | 71°                             |
| 126                           | Li Shuai                      | 47°                           | 136                                  | Adne van Engelen                     | 12°                                  | 147                             | Nick Kergozou                   | 84°                             |
|                               |                               |                               | 137                                  | Muhammad. Kueji                      | R 3ª                                 |                                 |                                 |                                 |
| Medellín-EPM                  | Medellín-EPM                  | Medellín-EPM                  | Tianyoude Hotel Cycling Team         | Tianyoude Hotel Cycling Team         | Tianyoude Hotel Cycling Team         | Terengganu Polygon Cycling Team | Terengganu Polygon Cycling Team | Terengganu Polygon Cycling Team |
| N°                            | Ciclista                      | Clas.                         | N°                                   | Ciclista                             | Clas.                                | N°                              | Ciclista                        | Clas.                           |
| 151                           | Óscar Sevilla                 | 1°                            | 161                                  | Guo Shourong                         | 81°                                  | 171                             | Metkel Eyob                     | 23°                             |
| 152                           | Brayan Sánchez                | 48°                           | 162                                  | Li Zisen                             | 52°                                  | 172                             | Jeroen Meijers                  | NP2ª                            |
| 153                           | Fabio Duarte                  | 80°                           | 163                                  | Yeisson Quetama                      | 95°                                  | 173                             | Shahmir Aiman                   | R 3ª                            |
| 154                           | David Gonzalez                | 42°                           | 164                                  | Jonathan Monsalve                    | 49°                                  | 174                             | Mohd S. Mat Amin                | 54°                             |
| 155                           | Walter Vargas                 | 75°                           | 165                                  | Saeid Safarzadeh                     | NP5ª                                 | 175                             | Mohd Harrif Saleh               | R 3ª                            |
| 156                           | Wilmar Paredes                | 56°                           | 166                                  | Sun Hailin                           | 103°                                 | 176                             | Irwandie Lakasek                | R 3ª                            |
| 157                           | Danny Osorio                  | R 2ª                          |                                      |                                      |                                      | 177                             | Wan Abdul Hamdan                | R 3ª                            |